# I Will
«I Will» és una cançó de The Beatles, composta per Paul McCartney (acreditada a Lennon-McCartney) publicada a l'àlbum The Beatles (o "l'Àlbum Blanc") el 22 novembre del 1968.

## Origen
McCartney possiblement va compondre «I Will» l'any 1966, fins i tot abans de les sessions de Sgt. Pepper's Lonely Hearts Club Band, ja que es va interpretar a l'Índia, a Rishikesh, durant l'estada dels Beatles amb el Maharishi Mahesh Yogi. En aquell moment, les lletres encara s'havien concebut i les va intentar escriure amb Donovan, que també va ser present en aquell retir, però, insatisfet, McCartney finalitzaria la cançó més tard.
És probable que McCartney finalment escrivís la lletra d'aquesta cançó pensant en la seva nova xicota Linda Eastman, que aviat es convertiria en la seva dona.

## Gravació
El 16 de septembre del 1968, acompanyant d'una guitarra acústica, amb John Lennon a la percussió i Ringo Starr als bongos i les maraques, Paul McCartney va interpretar 67 preses (algunes incompletes) de «I Will». La sessió d'enregistrament també de vegades va resultar convertida en una jam session de la qual la cançó curta «Can You Take Me Back», que apareix al final «Cry Baby Cry», va sorgir .
L'endemà, fent servir uns quants overbubs de veu, guitarra i percussió a la presa 65, McCartney va completar la cançó cantant la seva línia de baix.
George Harrison no va participar en aquesta gravació. Durant les sessions de l'àlbum, els Beatles sovint es trobaven en estudis separats per gravar.

## Personal
- Paul McCartney: Veu, baix vocal, guitarres acústiques
- John Lennon: Percussió
- Ringo Starr: Maraques, plats, percussió